# Якубик, Андрей Александрович
Андре́й Алекса́ндрович Яку́бик (24 августа 1950, Москва, РСФСР, СССР) — советский футболист. Мастер спорта СССР международного класса. В прошлом полузащитник и нападающий московского «Динамо» и ташкентского «Пахтакора».

## Биография
Родился в многодетной семье. Учился в 97-й средней школе в Москве.
С 7 лет занимался в спортивной школе «Метрострой», играл в футбол, хоккей, плавал. Первые тренеры — Н.С. Гугнин и Л.К. Соловьев. С 1967 года стал выступать за юношескую команду и дубль «Динамо». Для набора игровой практики был переведён в клуб «Динамо» (Махачкала). Отыграв сезон, вернулся в Москву.
В основной команде «Динамо» (Москва) играл до 1980 года.
После авиакатастрофы, в которой разбилась команда «Пахтакор», в Ташкенте собирали новую команду. Предложили присоединиться и Андрею Якубику, он согласился и в 1982 году вошёл в число 33-х лучших футболистов сезона СССР. Несмотря на свой возраст, стал рекордсменом и лучшим бомбардиром в чемпионате страны, забив 23 мяча.
Завершил карьеру игрока в московском клубе «Красная Пресня». В 1987 году окончил ВШТ, тренировал в динамовской СДЮШОР, был старшим тренером «Красной Пресни», но от тренерской деятельности отказался.
В 1992—1994 годах играл в мини-футбольной команде «Саргон» (Москва).

## Достижения
- Чемпион СССР: 1976 (весна)
- Обладатель Кубка СССР: 1977
- Бронзовый призёр Олимпийских игр 1972
- Финалист Кубка обладателей кубков: 1971/72
- Финалист молодёжного чемпионата Европы: 1972
- Чемпион Спартакиады народов СССР 1979 года в составе сборной Москвы
- В 1976 и 1979 годах играл в сборной Москвы.
- Член Клуба Григория Федотова (117 голов)
- В списках 33 лучших футболистов сезона в СССР: № 2 — 1982
- Обладатель Кубка РСФСР: 1985
- Пятое место на чемпионате мира по пляжному футболу: 1996[3]